# Seututie 834
Pour les articles homonymes, voir Route 834.
La route régionale 834 (en finnois : Seututie 834)  est une route régionale allant de Muhos à Ylikiiminki en Finlande.

## Description
La seututie 834 relie la route nationale 22 et la route régionale 833.
La route part du village de Laukaa dans la municipalité de Muhos sur la rive sud du fleuve Oulujoki, où elle bifurque de la route nationale 22. 
La route 834 traverse le fleuve Oulujoki puis traverse le village de Sanginjoki, le lac Iso Seluskanjärvi et le village de Karahka à Ylikiiminki.

## Parcours
La route  traverse les localités suivantes :
- Laukka, Muhos
- Sanginjoki (13,7 km)
- Ylikiiminki, Oulu (24,5 km)

## Galerie

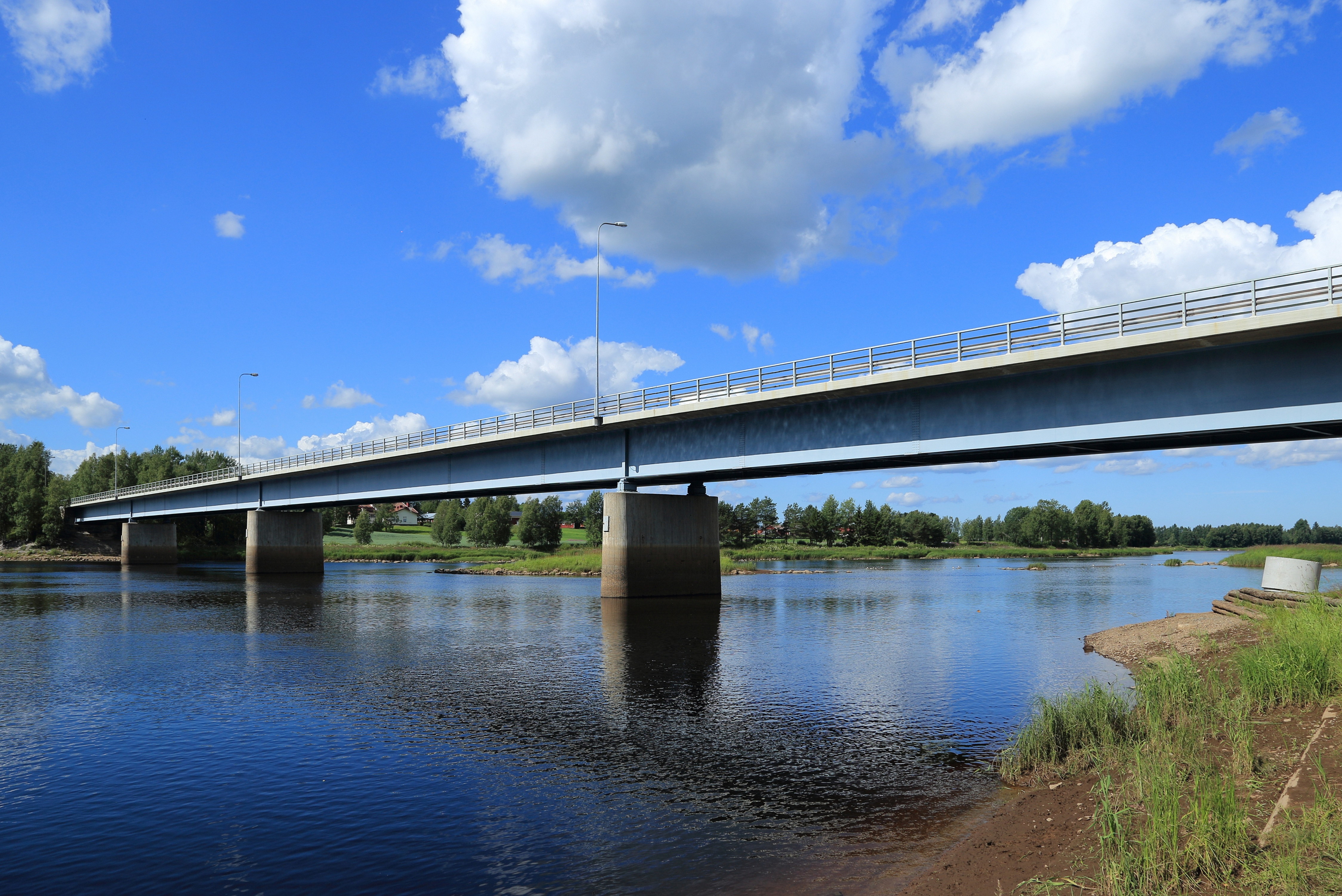
Le pont de Laukka à Muhos.
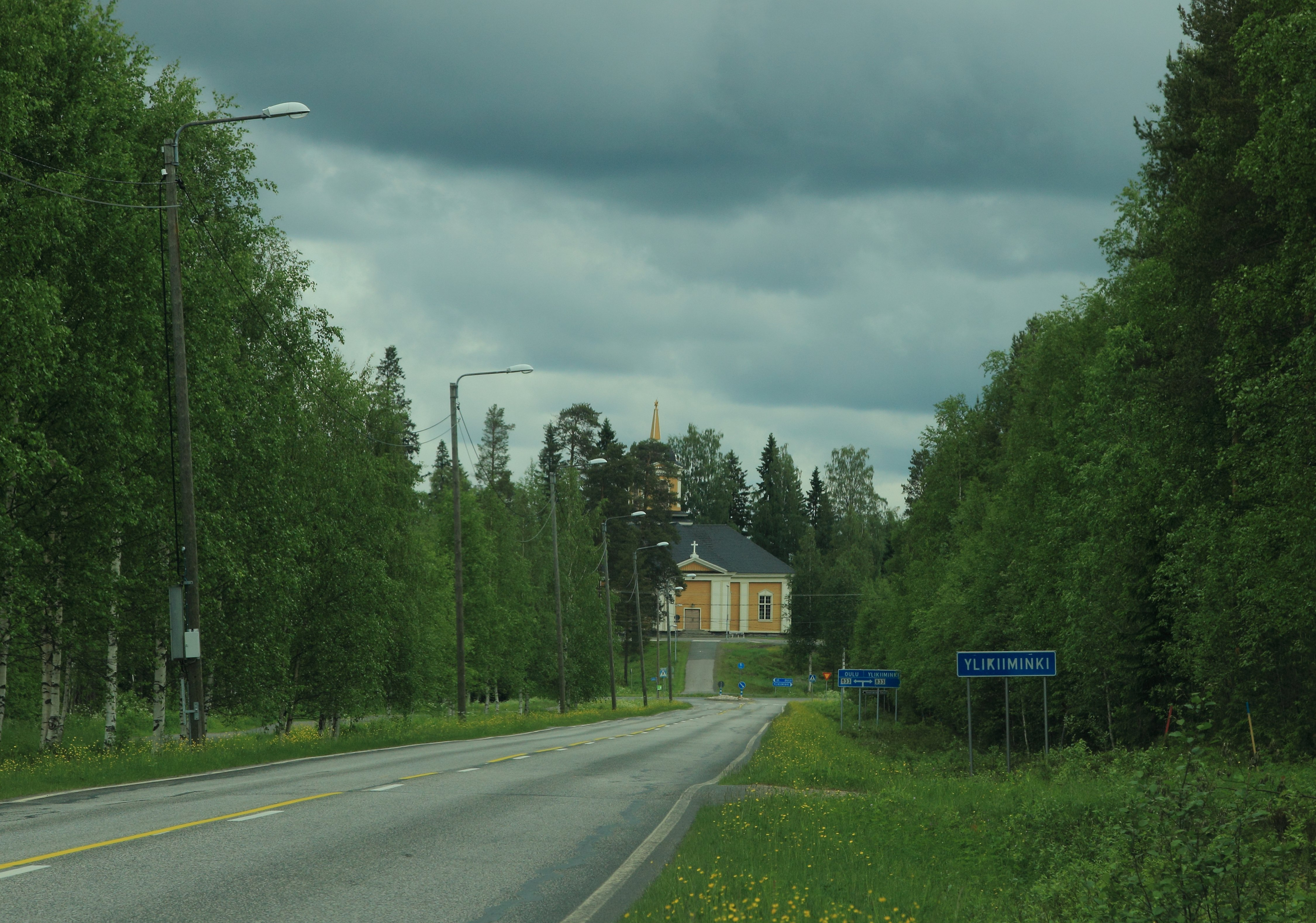
Ylikiiminki a l'extrémité de la seututie 834.